# Исход (фильм, 1960)
«Исход» (англ. Exodus) — художественный драматический фильм продюсера и режиссёра Отто Премингера, снятый по мотивам одноименного романа Леона Юриса.
Фильм рассказывает о событиях 1947 года — на корабле «Исход», а также о борьбе евреев за независимость в подмандатной Палестине и создании Государства Израиль. В центре сюжета — история любви американской медсестры и еврейского подпольщика.

## Сюжет
Медсестра Китти Фремонт, недавно потерявшая мужа, приезжает отдохнуть на Кипр. Её другом является командующий британскими войсками на острове генерал Брюс Сазерленд. В это же время в лагерь Кораолос на Кипре привозят спасшихся от Холокоста еврейских беженцев, которых Великобритания отказывается впускать в Палестину. Беженцы живут как заключённые за колючей проволокой. Генерал просит Китти помочь в организации медицинского обслуживания беженцев. При посещении лагеря Китти проникается сочувствием к 15-летней Карен Ханзен и предлагает ей уехать вместе с Китти в США. У Карен есть друг в лагере — мрачный и агрессивный подросток Дов Ландау, выживший в Варшавском гетто и Освенциме.
Агент еврейской подпольной организации Хагана, бывший офицер британской армии Ари Бен Канаан с помощью греков-киприотов и соратников из Хаганы организует побег 611 заключённых лагеря, включая Дова и Карен, на купленное им судно с целью добраться до Палестины. Британская армия блокирует судно в гавани, но Бен Канаан угрожает взорвать корабль в случае попытки силой вернуть беженцев в лагерь, а затем объявляет голодовку. Китти уговаривает Бен Канаана сдаться, но он отвечает, что единственное оружие беженцев — это их готовность умереть и выражает уверенность в победе в любом случае. Пассажиры судна поддерживают Бен Канаана. Генерал Сазерленд улетает в Лондон и подаёт в отставку, а правительство Великобритании отпускает корабль в Палестину. Китти, Карен и Дов плывут вместе.
В Палестине Карен едет с детьми-сиротами в посёлок Ган-Дафна, а Дов присоединяется к Иргун — еврейским подпольщикам, которые борются против мандатных властей, взрывая британские объекты. Отец Ари, Барак Бен Канаан, является одним из деятелей Еврейского агентства, которое пытается добиться независимости политическими средствами, а его брат Акива — руководителем Иргуна. Барак считает брата раскольником и террористом, запрещая упоминать его имя. Родной посёлок Ари, где живут его родители, Яд-Эль находится недалеко от Ган-Дафны. Ари и Китти едут туда вместе, по дороге объясняясь в любви.
Акива арестован британцами после очередного теракта и ждёт исполнения смертного приговора в тюрьме Акко. Дов сумел скрыться во время ареста Акивы. Ари уговаривает соратников Акивы объединить силы для нападения на тюрьму и освобождения арестованных подпольщиков. Во время побега Акива был убит, а Ари — тяжело ранен. В связи с тем, что британская армия обыскивает еврейские поселения, Ари Бен Канаана прячут в арабской деревне Абу Йеша, староста которой Таха — друг детства Ари. Барак Бен Канаан спас Таху от арабских террористов, убивших его отца в Абу Йеше. Китти лечит Ари.
ООН принимает решение о разделе Палестины на еврейское и арабское государства. Арабы отказываются признавать раздел Палестины. Арабские боевики под руководством муфтия Иерусалима Амина аль-Хусейни собираются напасть на Ган-Дафну и убить всех детей. Ари Бен Канаан вызывает в Ган-Дафну помощь и эвакуирует младших детей. Дов Ландау и сестра Ари Иордана организуют оборону Ган-Дафны. Карен приходит на пост к Дову и признается ему в любви, Дов обещает жениться на ней после окончания войны. По пути от поста Дова в Ган-Дафну Карен попадает в засаду, арабские боевики убивают её. Дов находит её тело утром. В это же время отряд под командованием Ари находит тело Тахи, которого боевики повесили в Абу Йеше как сообщника сионистов. Таху и Карен хоронят в общей могиле. Над их телами Ари Бен Канаан клянётся, что настанет день когда арабы и евреи будут мирно делить эту землю.

## Создание фильма

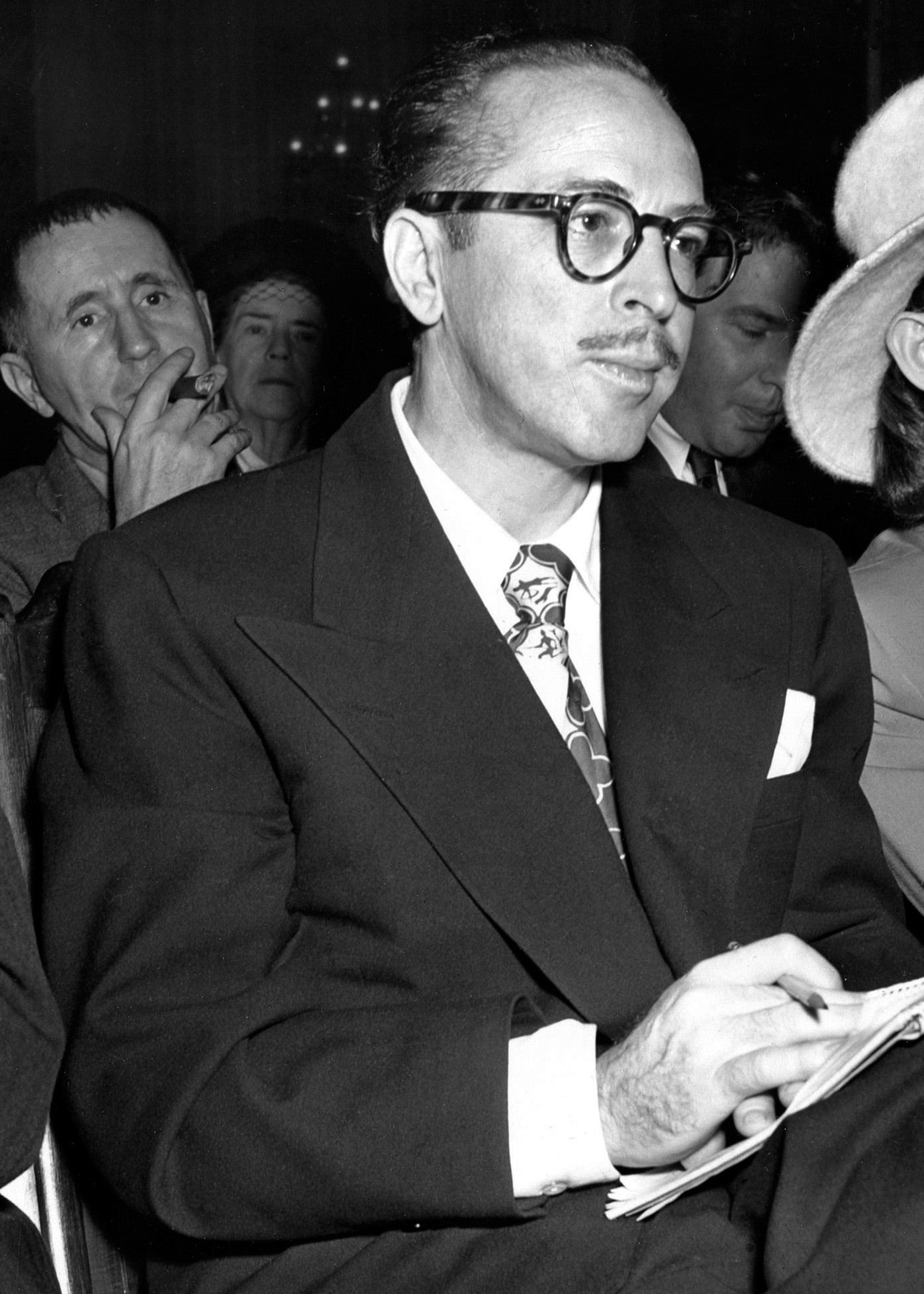
Сценарист фильма Далтон Трамбо

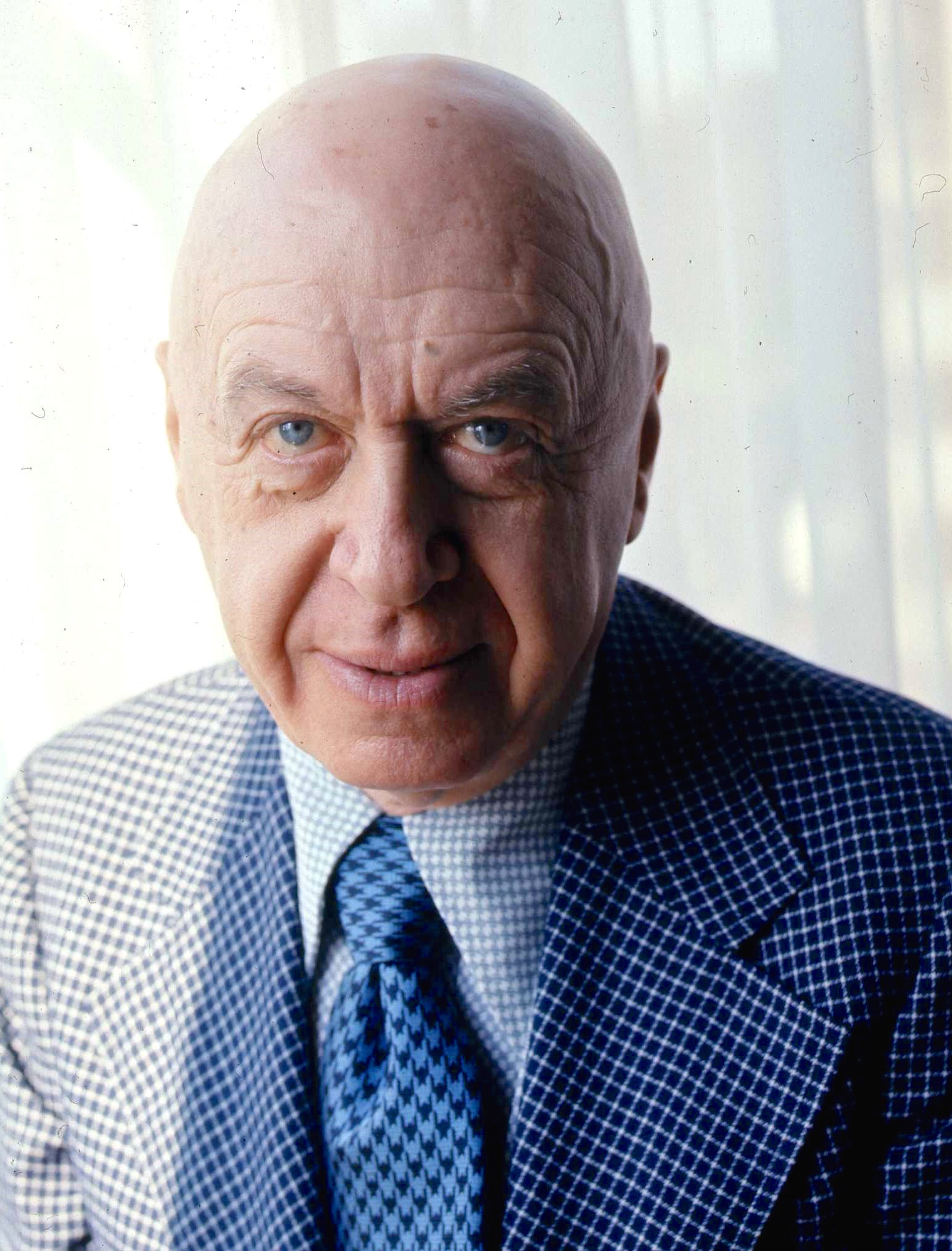
Режиссёр фильма Отто Премингер

Первый конфликт вокруг создания фильма начался со сценария. Режиссёр Отто Премингер отверг сценарий самого автора романа Леона Юриса, поскольку по его мнению, Юрис не смог написать диалоги. Это высказывание Премингера стало поводом для многолетнего конфликта между Юрисом и режиссёром.
Премингер обратился за написанием сценария к Альберту Мальцу, состоявшему на тот момент в «чёрном списке Голливуда». Однако, сценарий Мальца также не устроил Премингера из-за размера — в сценарии было 400 страниц при обычном размере от 150 до 160 страниц. После неудачи с Мальцем Премингер заказал сценарий другому фигуранту «чёрного списка» — Далтону Трамбо. Дав работу Трамбо как сценаристу, Премингер положил конец «чёрному списку».

В 1961 году Джорджем Линкольном Роквеллом и американской нацистской партией проводилось пикетирование проката фильма в Новом Орлеане, демонстрацию фильма помогали отстаивать члены Клуба новых американцев.

## В ролях
- Пол Ньюман — Ари Бен Канаан
- Эва Мари Сейнт — Китти Фремонт
- Сэл Минео — Дов Ландау
- Джил Хейворт[англ.] — Карен Ханзен
- Ральф Дэвид Ричардсон — генерал Сазерленд
- Ли Джей Кобб — Барак Бен Канаан
- Дэвид Опатошу[англ.] — Акива Бен Канаан
- Александра Стюарт[англ.] — Иордана Бен Канаан
- Джон Дерек — Таха
- Джордж Махарис — Йоав

## Связь с реальными событиями
Ряд событий и лиц, описанных в фильме, существовали в реальности, а герои фильма имели исторические прототипы. В частности, первая часть фильма основана на реальной истории корабля «Исход». В 1947 году действительно произошёл массовый побег узников из тюрьмы в Акко. Боевики Иргуна на самом деле взорвали отель «Царь Давид», где размещался британский штаб. Образ Акивы является собирательным. Прототипом послужили руководитель Лехи Авраам Штерн и руководитель Иргуна, будущий премьер-министр Израиля, лауреат Нобелевской премии мира (1978) Менахем Бегин. Дэвид Опатошу, сыгравший Акиву, также играл роль Менахема Бегина в фильме «Рейд на Энтеббе».
Однако некоторые исторические события изложены ошибочно. Так, Карен рассказывает Дову о том, как король Дании Кристиан публично носил жёлтую звезду в качестве солидарности с датскими евреями во время нацистской оккупации, повторяя эту городскую легенду из оригинального романа. На самом деле ни датские евреи, ни король Кристиан не носили жёлтые звёзды. Легенда возникла после посещения королём в 1942 году синагоги: в своей речи сказал, что «если евреев Дании заставят носить символ, что отличает их от других сограждан, то я и моя семья тоже будем носить этот символ».
Сэл Минео и Джил Хейворт, герои которых по сюжету были влюблены, продолжили встречаться после окончания съемок. Однако Сэл Минео был геем и они с Джил остались просто хорошими друзьями.

## Награды и номинации
- 1961 — премия «Оскар» за лучшую музыку к фильму (Эрнст Голд), а также две номинации: лучшая мужская роль второго плана (Сэл Минео), лучшая операторская работа (Сэм Ливитт)
- 1961 — премия «Золотой глобус» за лучшую мужскую роль второго плана (Сэл Минео), а также две номинации: лучшая музыка к фильму (Эрнст Голд), самый многообещающий новичок среди женщин (Джил Хейворт)
- 1961 — премия «Грэмми» за лучший музыкальный альбом к фильму (Эрнст Голд)[9]

Тема из саундтрека была использована в множестве ремиксов.

## Критика
В обзоре от редакции сайта FILM4 написано о трудностях втискивания эпического романа в кинематографические рамки — как по времени, так и по смысловому наполнению. При этом, по мнению редакции, даже несмотря на увеличенный формат в фильме всё равно наблюдается тривиализация и одномерность. Редакция называет фильм напыщенным и считает, что в нём существенная доля пропаганды сионизма.
Затянутость сюжета стала поводом для шутки-каламбура. 15 декабря 1960 года на премьере фильма в США комик Морт Сал воскликнул: «Отто, отпусти народ мой!» с намёком на усталость публики и знаменитую библейскую фразу, которую в фильме произносит в адрес правительства Великобритании главный герой.